# Yui Kamiji
Yui Kamiji (jap. 上地 結衣 Kamiji Yui; ur. 24 kwietnia 1994 w Akashi) – japońska niepełnosprawna tenisistka, medalistka igrzysk paraolimpijskich z Rio de Janeiro (2016) i Tokio (2020), medalistka igrzysk paraazjatyckich.

## Życiorys
Grę w tenisa rozpoczęła w wieku jedenastu lat. Była liderką rankingu juniorskiego.
W 2014 roku triumfowała we wszystkich turniejach wielkoszlemowych w grze podwójnej kobiet na wózkach, zdobywając w ten sposób Klasycznego Wielkiego Szlema.
Na Letnich Igrzyskach Paraolimpijskich 2016 pełniła funkcję chorążego reprezentacji Japonii. W zawodach gry pojedynczej zdobyła brązowy medal. Na kolejnych igrzyskach, w Tokio, wywalczyła srebrny medal w singlu i brązowy w deblu.
W 2017 roku po raz drugi w karierze otrzymała od Międzynarodowej Federacji Tenisowej tytuł mistrzyni świata.
W 2018 roku zdobyła złoty medal w grze pojedynczej na igrzyskach paraazjatyckich w Dżakarcie.
Jej najlepszymi wynikami w kończących sezon mistrzostwach w tenisie na wózkach są zwycięstwa w 2013 roku w singlu oraz w latach 2013–2014 w deblu. Była pierwszą zawodniczką spoza Holandii, która wygrała ten tytuł w singlu. W swojej karierze sięgnęła po 8 zwycięstw wielkoszlemowych w grze pojedynczej: Australian Open – 2; French Open – 4; US Open – 2. W grze podwójnej w Wielkim Szlemie odniosła 18 zwycięstw: Australian Open – 5; French Open – 3; Wimbledon – 7; US Open – 3.
Yui Kamiji osiągnęła pierwszą pozycję w rankingu singlowym 19 maja 2014 roku. Trzy tygodnie później awansowała także na najwyższe miejsce w rankingu deblowym.

## Historia występów
Legenda
     W, wygrany turniej
     F, przegrana w finale
     SF, przegrana w półfinale
     SFP, SFW, przegrana, wygrana w meczu o trzecie miejsce
     QF, przegrana w ćwierćfinale
     xR przegrana w x rundzie
     LQ, przegrana w kwalifikacjach
     RR, przegrana w fazie grupowej
     A, brak startu
     –, impreza nie odbyła się

### Występy w Wielkim Szlemie

#### Gra pojedyncza
| Turniej                                     | 2012 | 2013 | 2014 | 2015 | 2016 | 2017 | 2018 | 2019 | 2020 | 2021 | 2022 |
| ------------------------------------------- | ---- | ---- | ---- | ---- | ---- | ---- | ---- | ---- | ---- | ---- | ---- |
| Wielkoszlemowe turnieje w singlu na wózkach |      |      |      |      |      |      |      |      |      |      |      |
| Australian Open                             | QF   | A    | F    | F    | SF   | W    | F    | F    | W    | F    | QF   |
| French Open                                 | QF   | A    | W    | SF   | SF   | W    | W    | F    | W    | F    | F    |
| Wimbledon                                   | –    | –    | –    | –    | QF   | SF   | SF   | SF   | –    | QF   | F    |
| US Open                                     | –    | SF   | W    | F    | –    | W    | F    | F    | F    | F    | F    |

#### Gra podwójna
| Turniej                                    | 2012 | 2013 | 2014 | 2015 | 2016 | 2017 | 2018 | 2019 | 2020 | 2021 | 2022 |
| ------------------------------------------ | ---- | ---- | ---- | ---- | ---- | ---- | ---- | ---- | ---- | ---- | ---- |
| Wielkoszlemowe turnieje w deblu na wózkach |      |      |      |      |      |      |      |      |      |      |      |
| Australian Open                            | SF   | A    | W    | W    | W    | F    | W    | SF   | W    | SF   | F    |
| French Open                                | F    | A    | W    | F    | W    | W    | F    | SF   | F    | F    | F    |
| Wimbledon                                  | A    | F    | W    | W    | W    | W    | W    | SF   | –    | W    | W    |
| US Open                                    | –    | F    | W    | SF   | –    | SF   | W    | SF   | W    | F    | F    |

### Turnieje Masters oraz igrzyska paraolimpijskie
| Turniej                  | 2012 | 2013 | 2014 | 2015 | 2016 | 2017 | 2018 | 2019 | 2020 | 2021 | 2022 |
| ------------------------ | ---- | ---- | ---- | ---- | ---- | ---- | ---- | ---- | ---- | ---- | ---- |
| Turnieje Masters         |      |      |      |      |      |      |      |      |      |      |      |
| singel                   | A    | W    | SF   | RR   | F    | F    | F    | F    | –    | F    |      |
| debel                    | F    | W    | W    | F    | A    | A    | A    | A    | –    | RR   |      |
| Igrzyska paraolimpijskie |      |      |      |      |      |      |      |      |      |      |      |
| singel                   | QF   | –    | –    | –    | SFW  | –    | –    | –    | –    | F    | –    |
| debel                    | QF   | –    | –    | –    | SFP  | –    | –    | –    | –    | SFW  | –    |